# Souvenir du Président Carnot
'Souvenir du Président Carnot' est un cultivar de rosier hybride de thé introduit au commerce le 1er novembre 1894 par le rosiériste lyonnais Joseph Pernet-Ducher. Il rappelle la mémoire du président de la République française Sadi Carnot, assassiné à Lyon, le 24 juin 1894. Cette rose était l'une des roses les plus appréciées des fleuristes pendant une bonne partie du XXe siècle en Europe pour sa bonne tenue de fleur à couper et demeure une très bonne variété d'exposition.

## Description
Son buisson au port érigé s'élève à 90 cm pour une envergure de 60 cm. Il donne de grandes fleurs hautes, pleines (26-40 pétales), d'un beau rose chair très pâle aux revers blancs et qui fleurissent sur de longues et fortes tiges, généralement en solitaire, tout au long de la saison.
La zone de rusticité de ce rosier élégant et vigoureux est de 6b à 9b. Cette variété se prête très bien au forçage. On peut l'admirer à la roseraie du Val-de-Marne de L'Haÿ-les-Roses.
Il est issu d'un croisement semis non nommé x 'Lady Mary Fitzwilliam'.

## Descendance
Il a donné naissance à 'Dr. W. Van Fleet'. Il a aussi donné naissance à 'Alida Lovett' (Van Fleet, 1905), hybride de Rosa wichuraiana.